# Patrizio Roversi
Patrizio Roversi (Mantova, 4 febbraio 1954) è un conduttore televisivo italiano.
Bolognese di adozione, è noto per aver lavorato molti anni in RAI e in passato sulle reti televisive private.

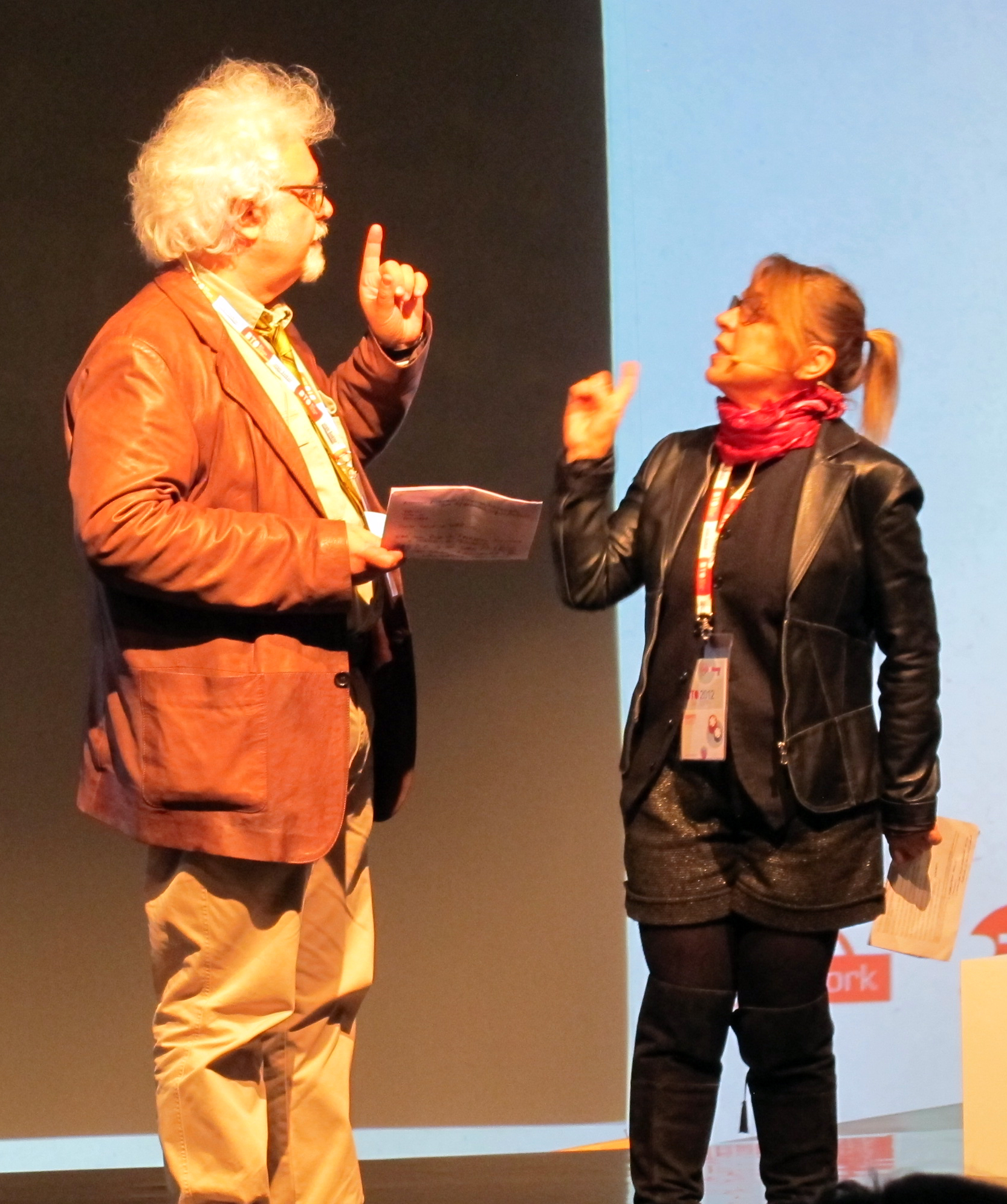
Syusy Blady e Patrizio Roversi nel dicembre 2012

La sua attività artistica si è svolta e si svolge spesso in coppia con Syusy Blady, da cui ha avuto, il 2 settembre 1994, la figlia Zoe. Insieme hanno condotto i programmi di grande successo Turisti per caso (1991-2006), Velisti per caso (2002-2006) e Evoluti per caso (2007).

## Biografia
Terminato il Liceo Classico a Mantova, si trasferisce a Bologna dove consegue la laurea presso il corso DAMS della facoltà di lettere e filosofia. Inizia la propria carriera artistica facendo animazione teatrale nei teatri per ragazzi e nelle colonie estive del Comune di Bologna. Sposato con Maurizia Giusti (Syusy Blady) dal 1981, con la quale ha avuto la figlia Zoe Roversi Giusti. Separato dal 2002, dal 2010 la sua compagna è Mietta Corli, regista e scenografa di teatro lirico. 
Passa al teatro di strada e, successivamente, con la compagnia Teatro Evento trova uno spazio presso il circolo Arci Cesare Pavese della storica via del Pratello con uno spettacolo dal vivo, il Gran Pavese Varietà, animato tra gli altri da Syusy Blady, Stefano Bicocchi in arte Vito, i Gemelli Ruggeri e Olga Durano. Durante una delle loro performance vengono notati dall'autore Rai Giovanni Minoli che propone al gruppo un piccolo spazio all'interno della trasmissione Rai Mixer.

### Televisione

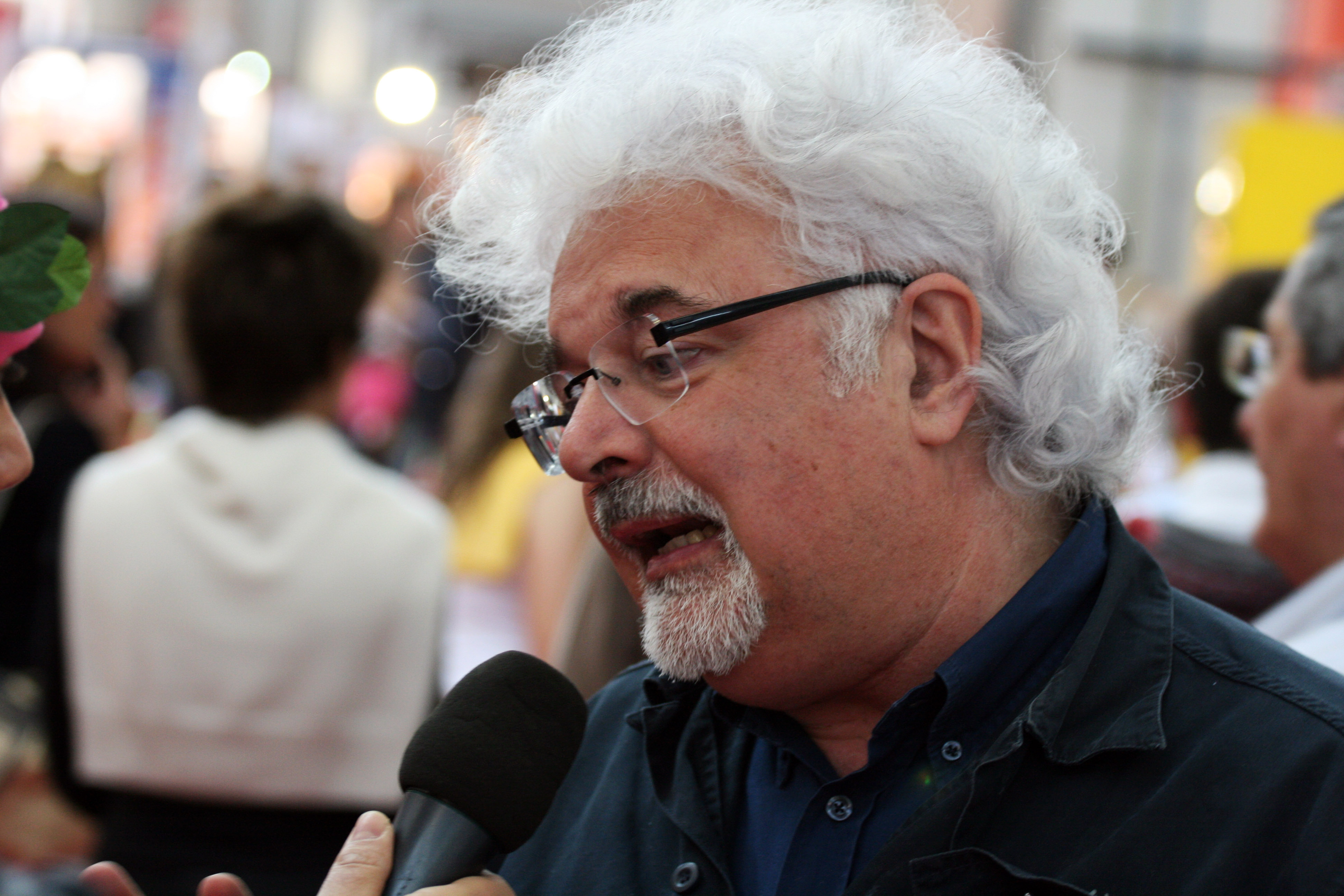
Patrizio Roversi al Salone del Libro 2008

Dopo l'esordio a Mixer, il successo arriva nel 1987 con la partecipazione alla trasmissione satirica Lupo solitario su Italia 1 e l'anno seguente al programma L'araba fenice insieme a tutto il gruppo del Gran Pavese, con cui partecipa anche al programma Drive In. Dopo una parentesi su Rete7 Emilia-Romagna, dove stabilisce in coppia con l'inseparabile Syusy Blady il record di 100 ore di diretta televisiva ininterrotta (in seguito battuto da Wanna Marchi e Stefania Nobile nel 2021), partecipa su Rai 3 al programma di Fabio Fazio e Bruno Gambarotta Porca miseria e successivamente a Se rinasco su Rai 2.
Per Rai 3 ha condotto le prime tre edizioni di Per un pugno di libri, quiz sul tema della letteratura, e delle trasmissioni Turisti per caso (1991-2006), Velisti per caso (2002-2006) e Evoluti per caso (2007), programmi di intrattenimento che spaziano tra cultura, geografia e turismo. Tra il 2004 e il 2005 ha lavorato per Rete 4 alla realizzazione della trasmissione di seconda serata Ultima razzia, dedicata al mondo dei libri, del cinema e della musica.
Nel 2008 e nel 2009 ha partecipato alle due serie del programma di Syusy Blady I Popoli del Mare, un viaggio storico archeologico nel Mar Mediterraneo sulle tracce degli antichi navigatori prima dei Romani, in onda su Sailing Channel. Nel 2009 ha interpretato il bonario personaggio di Wilkins Micawber nello sceneggiato TV basato sul celebre romanzo di Charles Dickens, David Copperfield. Sempre nel 2009 ha condotto la trasmissione Tutto fa Storia su History Channel, dedicata alle invenzioni che hanno cambiato la nostra vita quotidiana. 
È tornato in televisione nel marzo 2012 per condurre, insieme all'ex moglie Maurizia Giusti (Syusy Blady), il programma di viaggi Slow Tour - Italiani non per caso, in onda ogni mattina su Rete 4. Slow Tour ha avuto 3 diverse serie, andate in onda per tre stagioni. Dal settembre 2013, insieme a Ingrid Muccitelli, conduce Linea verde, programma Rai dedicato al mondo dell'agricoltura. L'anno seguente è affiancato nella conduzione da Daniela Ferolla fino all'edizione 2017-2018 che risulta essere la sua ultima edizione. Dall'edizione 2018-2019 di Linea Verde viene sostituito da Federico Quaranta. 
A novembre 2020 è tornato su Retequattro con Slow tour padano, un viaggio slow in sei puntate attraverso i prodotti della Pianura Padana, da Milano al Delta del Po, a bordo della moto d'epoca Guzzi Astore che era di suo padre. Nel 2021 torna con la seconda serie di Slow Tour Padano, incentrata sul tema della sostenibilità dell'agricoltura e della transizione ecologica; per questo il mezzo di trasporto è un'altra moto d'epoca - una Guzzi Airone - convertita in moto elettrica, ribattezzata "Elettrone".

### Attività letteraria
Ha pubblicato diversi libri sul tema del turismo. In particolare, Di passaggio in India, Comix; Quel poco che abbiamo capito del mondo facendo i turisti per caso, Einaudi; Chiudi il gas e vieni via, viaggi di un sedentario, Socialmente... Insieme all'amico Martino Ragusa ha pubblicato tre libri sul tema del cibo - Turisti per cibo, Golosi per caso, Gustologia - e Le più belle del mondo, Atlante mondiale delle barzellette.

### Altre attività
Nel novembre 1993 partecipa alla realizzazione della VHS Video introduzione al mondo del Personal Computer, edita da Jackson Libri ed allegata al primo numero del corso PC Subito. Nel maggio 1994 ha girato un importante documentario televisivo a Cuba, accompagnato dalla moglie attrice Maurizia Giusti (Syusy Blady) e dal giornalista turistico Gianfranco Ginestri autore di guide dedicate a isole e penisole.
Nel 2007 per un breve periodo ha curato una rubrica per la testata Tiscali Notizie del portale Tiscali. Nel 2007 e nel 2008 ha partecipato al Trento film festival della montagna. Nel 2013 al Castello Sforzesco di Vigevano partecipa alla manifestazione Rice, dedicata al riso, promossa da Gilberto Venturini e Marcella Cicognetti con la regia di Mietta Corli. Nel 2015, in occasione di Expo 2015 a Milano, partecipa a serate a tema dedicate al riso, con la regia di Mietta Corli, per conto dell’Ente Nazionale Risi. Ambassador dell'evento, i filmati dei suoi viaggi erano inclusi nei siti ufficiali di Padiglione Italia. Nel 2016 ha partecipato a Mantova Capitale della cultura, spettacolo in Piazza Sottoriva del Rio, dedicato alla cultura di acqua dolce, promossa da Slow Food e da Gilberto Venturini e Marcella Cicognetti, con la partecipazione di Vito e le video-proiezioni e mapping di Mietta Corli 
Nel 2018 e nel 2019 ha realizzato due stagioni della web serie Digitali per Caso in collaborazione con CNR - Registro.it per raccontare esempi virtuosi di digitalizzazione nella piccola media imprenditoria artigianale italiana. Nel 2018-19 partecipa al filmato in VR (realtà virtuale) Coi piedi nell’acqua, con la regia di Mietta Corli. Ha curato la "Posta del Cuore" del settimanale Cuore con il soprannome di "Patatone". Ad agosto 2020 è uscito in edicola il primo numero del mensile di viaggi Turisti per Caso Slow Tour, edito da Sprea Editori, di cui è direttore e autore insieme a Syusy Blady. L'esperienza segue quella della rivista cartacea Turisti per Caso Magazine, in edicola dal 2009 al 2019 edita da Edizioni Master. Nel 2020 partecipa al film Andate a lavorare, dedicato ai 50 anni del DAMS, per la regia di Ambrogio Logiudice. 
Nel 2021 partecipa al Theatre de la Filiere a Parigi allo spettacolo-show cooking On fai un risotto? con la regia e impianto scenico di Mietta Corli. Ha partecipato a quasi tutte le edizioni di Festivaletteratura di Mantova, in qualità di presentatore di libri e di autori. Ha prodotto diversi siti web: Turisti per caso, Velisti per caso, Il giornale del cibo, la community internazionale di Italia Slow Tour e il sito italiano di Italia Slow Tour.

## Filmografia

### Attore
- Investigatori d'Italia, regia di Paolo Poeti – miniserie TV (1987)
- La voce della Luna, regia di Federico Fellini (1990)
- Volere volare, regia di Maurizio Nichetti (1991)
- David Copperfield, regia di Ambrogio Lo Giudice – miniserie TV (2009)
- L'ispettore Coliandro, regia di Manetti Bros. – serie TV (2017)

### Doppiatore
- Re Teodoro in I fantastici viaggi di Gulliver[6]

## Televisione
- Lupo solitario (Italia 1, 1987)
- L'araba fenice (Italia 1, 1988)
- La TV delle ragazze (Rai 3, 1988-1989)
- Turisti per caso (Rai 3, 1991, 1994-2001, 2006)
- Per un pugno di libri (Rai 3, 1998-2001)
- Velisti per caso (Rai 3, 2002-2006)
- Evoluti per caso (Rai 3, 2007)
- Slow Tour - Italiani non per caso (Rete 4, 2012-2015)
- Linea verde (Rai 1, 2013-2018)
- Slow tour padano (Rete 4, 2020-2023)

## Pubblicazioni
- Patrizio Roversi e Martino Ragusa, Manuale di autodifesa televisiva, 2ª ed., Sperling & Kupfer, 1992, ISBN 88-200-1295-2.
- Stefano Disegni e Massimo Caviglia, Sotto la cintura! (Quando la satira non rispetta il regolamento), prefazione di Patrizio Roversi, Feltrinelli, 1992, ISBN 88-07-81222-3.
- Patrizio Roversi e Syusy Blady, Di passaggio in India, Franco Cosimo Panini, 1994, ISBN 88-7686-363-X.
- Patrizio Roversi e Davide Parenti, Il barzellettiere 95, Mondadori, 1995, ISBN 88-04-38805-6.
- Patrizio Roversi e Davide Parenti, Il barzellettiere 96, Mondadori, 1996, ISBN 88-04-40177-X.
- Patrizio Roversi e Davide Parenti, Il barzellettiere 97, Mondadori, 1997, ISBN 88-04-41975-X.
- Patrizio Roversi e Syusy Blady, Le valli del Panaro e del Samoggia, Touring Club Italiano, 1997, ISBN 88-365-1244-5.
- Patrizio Roversi, Davide Parenti e Martino Ragusa, Eurobarzellettiere. Risate senza confini, Mondadori, 1998, ISBN 88-04-44692-7.
- Orea Malià, Leonardo Arte, 1999, ISBN 88-7813-190-3.
- Patrizio Roversi e Syusy Blady, Quel poco che abbiamo capito del mondo facendo i Turisti per caso, Einaudi Stile Libero, 2000, ISBN 88-06-15551-2.
- Patrizio Roversi e Mario Tozzi, Aqua - Forme e percorsi delle nostre acque, Banca CRV, 2004, ISBN non esistente.
- Patrizio Roversi, Syusy Blady e Martino Ragusa, Golosi per caso. Viaggio nel mondo dei sapori, Edagricole-New Business Media, 2005, ISBN 88-506-4997-5.
- Patrizio Roversi, Syusy Blady e Martino Ragusa, Turisti di cibo. Il grand tour del buon mangiare, Edagricole-New Business Media, 2006, ISBN 88-506-5206-2.
- Chiudi il gas e vieni via. Viaggi di un sedentario, Editrice Socialmente, 2007, ISBN 978-88-95265-10-0.
- Franco Donatini, In viaggio, presentazione di Patrizio Roversi, Felici, 2008, ISBN 978-88-6019-190-8.
- Patrizio Roversi e Syusy Blady, Misteri per caso, Rizzoli, 2011, ISBN 978-88-17-04817-0.
- Patrizio Roversi e Syusy Blady, Un viaggio tra le Dee, GoodMood, 2014, ISBN non esistente.
- Rob Hopkins e Lionel Astruc, L'ecologia di ogni giorno. Terra, cibo, comunità. La Transizione, un nuovo modo di stare al mondo, traduzione di P. M. Mazzola, prefazione di Patrizio Roversi, EMI, 2016, ISBN 978-88-307-2347-4.
- Patrizio Roversi e Martino Ragusa, Gustologia, Rai Eri, 2017, ISBN 978-88-397-1708-5.
- Cinzia Scaffidi, Che mondo sarebbe. Pubblicità del cibo e modelli sociali, prefazione di Patrizio Roversi, Slow Food, 2018, ISBN 978-88-8499-502-5.